# Ківсерт-Маргі
Ківсе́рт-Ма́ргі (рос. Кивсерт-Марги, чув. Кивçурт Марка) — присілок у складі Чебоксарського району Чувашії, Росія. Входить до складу Ішацького сільського поселення.
Населення — 124 особи (2010; 147 у 2002).
Національний склад:
- чуваші — 97 %